# 時制
時制（じせい）、時称（じしょう）、あるいはテンス（英語: tense）とは、発話の中で規定される言語学的な時間を示す文法範疇である。一般に動詞の標識として現れるが、名詞に時制が現れる言語もある。現在時制・過去時制・未来時制の3つを動詞の形態論において区別する言語 (例：フランス語) も存在する一方、過去と非過去のみを区別する言語、未来と非未来のみを区別する言語 (例：ヤガリア語)、動詞の形が時制によって全く変化しない言語も存在する。日本語における動詞の時制は、非過去の「ル」と過去の「タ」で表される。時制は同じく動詞の文法範疇である相・法とまとめてTAM (Tense-Aspect-Modality) とも呼ばれる。

## 時制と時間
時制と時間は異なる概念であり、区別しなければならない。時間を表現できない言語はないが、時制を持たない言語はある。例えば中国語は、昨天（昨日）、明天（明日）などの時間の副詞を持つが、時制はなく、動詞は変化しない。
- 我 昨天 去 學校。 (私は昨日学校へ行った。ただし、実際の話し言葉では動詞の後ろに完了形を表す「了」「過」を追加することが自然である。)
- 我 明天 去 學校。 (私は明日学校へ行く。)

文から時制を除いた部分を SoA (state of affairs) と呼ぶ。時制は、単に出来事の時間を示すのではなく、SoA を位置づける時点を情報の受け手に指示するためのものである。例えば次の英語の文では過去形が用いられている。
- John met a woman at the party last week. Her name was Linda. (ジョンは先週のパーティーで一人の女性と出会った。リンダという名だった。)

女性の名前は現在も Linda であるが、それを先週のパーティーに位置づけているのである。
以下の同じ意味の日本語とフランス語は、どちらも現在の状態に基づく発話であるが、過去時制が用いられている。
- あっ、ここにいたのか。
- Ah! vous étiez là.

これは、そこにいることに気付かなかった過去を振り返っているためである。
時間はしばしば過去・現在・未来に三分されるが、この三者に対応する時制があるとは限らない。英語やドイツ語を含むゲルマン語派の時制は非過去と過去であり、非過去が現在と未来の両方を示す。日本語、ドラヴィダ語族、ハンガリー語なども、同様に非過去と過去の区別を持つ。一方、ケチュア語族を始めとする南アメリカの諸言語や、ユカギール語族は非未来と未来の区別を持つ。

## 時制・相・法
時制は相や法とは異なる文法範疇であるが、複雑に絡み合うことがある。なお相とは、動詞が示す出来事の全体、開始、途中、終了などを示す文法範疇であり、法とは、話者の意図や態度を示す文法範疇である。
動詞の活用の中で時制・相・法が一体の体系となっていることも多い。一般に、時制が豊富なのは直説法であり、他の法では時制が少ないことがある。例えば日本語、英語など多くの言語で、命令法には時制が無い。
時制と相が分離しているときは、相のほうが動詞に近い。以下の日本語と英語の助動詞および複合動詞による相の例において、本動詞と結びついているのは相の標識であって、時制の標識ではない。
- 食べて いた (動詞「食べる」 + 相「-て いる」 + 時制「-た」)
- was eating (時制 -ed + 相 be -ing + 動詞 eat)
- 食べ始めた (動詞「食べる」 + 相「-始める」 + 時制「-た」)
- started eating (時制 -ed + 相 start -ing + 動詞 eat)

## 過去
日本語、英語、ドイツ語などでは、過去と非過去を区別する。過去が細かく分けられることもあり、例えばコンゴ語では今日過去、昨日過去、遠過去の 3 時制に分かれる。
過去は相との関わりが強い。例えばフランス語を含むロマンス諸語は、過去時制では完結相 (perfective) と非完結相 (imperfective) を区別するが、他の時制では区別しない。日本語や英語では、時制と完結・非完結は独立である。
|               | フランス語 | フランス語 | 英語     | 英語           | 日本語 | 日本語     |
| 完結          | 非完結     | 完結       | 非完結   | 完結           | 非完結 |            |
| ------------- | ---------- | ---------- | -------- | -------------- | ------ | ---------- |
| 過去          | il lut     | il lisait  | he read  | he was reading | 読んだ | 読んでいた |
| 非過去 (現在) | il lit     | il lit     | he reads | he is reading  | 読む   | 読んでいる |

ヨーロッパ諸言語で特に重要なのは、完了形 (perfect) と過去の関わり合いである。本来、完了とは、動詞の示す出来事の結果を表す相であるが、現在の結果をもたらした出来事は必ず過去であるので、完了と過去は意味が近い。ドイツ語やフランス語では完了が過去を置き換えつつある。ドイツ語では、法の助動詞を除くと、過去を表すのに非過去の完了がごく普通に用いられる。フランス語では、完結相の過去はもはや口語では用いられない。一方、英語では完了と時制は独立している。従って、フランス語、ドイツ語では現在完了において過去の副詞を使えるが、英語では使えない。
- 仏語: Hier, je suis allé au cinema. (昨日、映画を見に行った。)
- 独語: Gestern bin ich ins Kino gegangen. (〃)
- 英語: *Yesterday I have been to the cinema. (不可)

日本語の「タ」も元々完了を表していたが、過去になった。完了相の標識が過去時制へと推移する現象は世界の言語でしばしば見られる。

## 未来
未来は、過去・現在と異なり、事実ではなく予測に過ぎない。このため、法と深い関わりがある。
フランス語には未来時制があり、時間を表す節の中でも使える。次の文は、主節が未来、従属節が未来完了である。
- Je vous téléphonerai dès que je serai rentré au Japon. (日本に戻ったらすぐにあなたに電話します。)

しかし、確定した近い未来では、未来時制ではなく現在時制を使うのが普通である。
- Je pars demain. (私は明日発ちます。)

このように、未来時制は純粋に時間だけ表すのではない。
英語は未来時制を持たないが、未来を表現するには一般に法の助動詞 will を用いる。当然、willは他の法の助動詞とは共起しない。この will を用いた未来表現を未来時制と呼ぶことがあるが、正確には時制ではない。
- I go to school everyday.  (私は毎日学校へ行く。)
- I will go to school tomorrow.  (私は明日学校へ行く。)
- I can go to school everyday.  (私は毎日学校へ行ける。)
- I can go to school tomorrow.  (私は明日学校へ行ける。)

また、確定的な未来では will を用いない。
- Tomorrow is Sunday. (明日は日曜日だ。)

## 過去未来
未来が現在における予測とすれば、過去における予測もある。これを過去未来と呼ぶ。フランス語で伝統的に条件法と呼ばれているものは、過去未来である。英語の助動詞 would も過去未来に当たる。

## 絶対時制と相対時制
主節では時制は発話時点に基づいている。これを絶対時制と呼ぶ。これに対し、従属節や関係節では発話時点ではなく主節の時間に基づく場合があり、これを相対時制と呼ぶ。日本語では従属節は相対時制であり、発話時点とは関係がない。
- 彼はその時、駅にいると言った。 (そう言った時には彼は駅にいた。)

一方、ヨーロッパ諸言語では従属節や関係節も絶対時制であり、発話時点に基づく。従って、直接引用を除くと、時制を発話時点に合わせる必要がある。これを時制の一致と呼ぶ。なお言語学で一般にいう一致とは異なる。
- 英語: He said, "I am at the station now." (彼は「今駅にいる」と言った。 - 「いる」は現在)
- 仏語: Il a dit : « je suis maintenant à la gare. » (〃)
- 英語: He said he was at the station then. (彼はその時、駅にいると言った。 - 「いる」は過去)
- 仏語: Il a dit qu'il était alors à la gare. (〃)

これらの言語では、主節が過去であり従属節がそれ以前の時点なら、大過去と呼ばれる形式を取る。実際には大過去は独立の時制ではなく、過去完了で表される。
従属節や関係節の内容が現在も真であると話者が判断するなら、現在形のままである。
- 英語: Galileo said that the earth moves. (ガリレオは、地球は動くと言った。 - 「動く」は現在)
- 仏語: Galileo a dit que la terre tourne. (〃)

## 名詞時制
時制・相・法は基本的に動詞の語形に関わる範疇である。これに対し、名詞時制 (nominal tense) や名詞TAM (nominal TAM) はこれらの範疇が名詞に標示されたものを指す。例えば、ブラジルのタリアナ語は、名詞の「現在形」には何も付かない (無標である) 一方、未来形は-pena、過去形は-miki-ɾi (男性)、-miki-ɾu (女性)、-miki (複数) という接辞を取る。名詞Xの未来形は「これからXになるもの」、過去形は「以前Xだったもの」を表す。
タリアナ語の名詞未来形
- wa-tsʃimaɾi-pena (1人称複数-婿-未来)「私たちの婿となる人」[19]
- pi-ya-dapana-pena「あなたが住むことになる家」[19]

タリアナ語の名詞過去形
- panisaɾu-miki-ɾi「廃屋 (家だったもの)」[20]
- du-sa-do-miki-ɾu「故人である彼の妻 (彼の妻だった人)」[20]
- Ave-miki-ɾi「可哀想なアヴェ ('poor Ave') 」[20]

## 日本語
日本語では非過去が「ル」、過去が「タ」で表される。この「ル」と「タ」は非過去形と過去形の語尾の代表であり、実際の語形は動詞によりほぼ規則的に導かれる。例えば語幹が有声阻害音の -b, -g, -n で終わる動詞では「タ」は有声化する（いわゆる撥音便・イ音便）ので、「飛ぶ」・「飛んだ」、「泳ぐ」・「泳いだ」、「死ぬ」・「死んだ」となる。
日本語の「タ」は過去ではなく完了を表し、日本語には時制はないとする意見もある。歴史的にも日本語の「タ」は テアリ > タリ > タ と変化して成立したものであり、元々は完了相を表した。しかし、近代の日本語においてはおおむね過去・非過去の対立で「ル」対「タ」の形が使い分けられており、その意味では時制があると見るのが妥当である。
平安時代までの日本語では、過去を表す助動詞は「き」と「けり」だった。前者は、過去にあって、それが今はなくなったという意味があり、後者は、現在の事態から過去に思いを馳せることを表す。現代の「タ」と異なり、これらは絶対的な過去を表し、相対時制としては使われない。「き」を経験、「けり」を伝聞とする解釈もあるが、当てはまらないことがある。

## 英語
英語は、時制、相、法が形態的にはっきり分離しており、時間表現が非常に分析的である。
| 時制                   | 法 (will)            | 相                       | 相                        | 動詞 |
| 時制                   | 法 (will)            | 完了                     | 完結                      | 動詞 |
| ---------------------- | -------------------- | ------------------------ | ------------------------- | ---- |
| -Ø (非過去) -ed (過去) | Ø (単純) will (未来) | Ø (単純) have -en (完了) | Ø (完結) be -ing (非完結) | do   |

ここで -en は過去分詞を表す。時制、法 (will)、完了相、完結相がそれぞれ 2 通りあるので、最も単純な do から最も複雑な would have been doing まで、全部で 24 = 16 通りの時間表現がある。